# Palm Springs (Florida)
Palm Springs es una villa ubicada en el condado de Palm Beach en el estado estadounidense de Florida. En el Censo de 2010 tenía una población de 18.928 habitantes y una densidad poblacional de 2.184,8 personas por km².

## Geografía
Palm Springs se encuentra ubicada en las coordenadas 26°38′21″N 80°5′44″O / 26.63917, -80.09556. Según la Oficina del Censo de los Estados Unidos, Palm Springs tiene una superficie total de 8.66 km², de la cual 8.55 km² corresponden a tierra firme y (1.26%) 0.11 km² es agua.

## Demografía
Según el censo de 2010, había 18.928 personas residiendo en Palm Springs. La densidad de población era de 2.184,8 hab./km². De los 18.928 habitantes, Palm Springs estaba compuesto por el 72.7% blancos, el 12.1% eran afroamericanos, el 0.51% eran amerindios, el 1.72% eran asiáticos, el 0.14% eran isleños del Pacífico, el 8.95% eran de otras razas y el 3.88% pertenecían a dos o más razas. Del total de la población el 50.64% eran hispanos o latinos de cualquier raza.

## Educación
El Distrito Escolar del Condado de Palm Beach sirve Palm Springs. El distrito tiene su sede en el Fulton-Holland Educational Services Center en Palm Springs.